# Skarżynek (powiat ciechanowski)
Skarżynek – wieś  sołecka w Polsce położona w województwie mazowieckim, w powiecie ciechanowskim, w gminie Ojrzeń.
W latach 1975–1998 miejscowość administracyjnie należała do województwa ciechanowskiego.